# Alexander Sablukov
Alexander Alexandrovich Sablukov (em russo:  Александр Александрович Саблуков; 1783 – 1857) foi um tenente-general, engenheiro e inventor russo. Sablukov é creditado pela invenção do ventilador centrífugo (1832) e por contribuições para o desenvolvimento da bomba centrífuga.